# 沙棲吉氏指鰧
沙棲吉氏指鰧（學名：Gillellus arenicola），為輻鰭魚綱䲁形目指鰧科吉氏指鰧屬的一個種，分布於中東太平洋墨西哥下加利福尼亞半島南端至巴拿馬海域，深度8至137公尺，本魚體扁，向尾部逐漸變細，眼在頭頂，無眼柄，下顎尖突出，下唇具4個皮瓣，鼻孔管狀，背鰭起點於頸背，背鰭硬棘13-15枚、背鰭軟條29枚、臀鰭硬棘2枚、臀鰭軟條35-36枚，尾鰭有一些分支的鰭條，側線連續，側線鱗片總數53枚，體白色，背部約有7條短而深色的鞍狀條紋，與約6條深色沙漏狀條紋交替出現，延伸至體側中部，體長可達5.5公分，棲息在沙底質海床，以小魚及無脊椎動物為食，生活習性不明。